# Municipio Colón (Zulia)
Colón es uno de los 21 municipios del estado nor-occidental venezolano del Zulia. El municipio se ubica al suroeste del estado, y a la vez, tiene 5 parroquias de las más de 80 existentes que tienen los municipios conformantes de este estado venezolano. La capital del municipio es la población de San Carlos del Zulia.

## Historia
Los primeros habitantes eran arawakos, se mudan y luego los aliles, onotos y finalmente los buredes. Ya descubierto el Lago de Maracaibo, los indígenas serían expulsados, esclavizados o asesinados por los conquistadores españoles que convirtieron esta zona en área de cultivo para venta a otras partes de la región y al exterior.
Tiempo pasado, relativamente a los 1700, comienza un desarrollo por necesidades de vías hacia Maracaibo y necesitaron más que a San Carlos del Zulia para soportar los viajes de un lado al otro del Lago de Maracaibo, con ello evolucionó la vía de comunicación hasta ser variadas y pequeñas vías que trajeron consigo algunos agricultores que se quedaron algo lejos de San Carlos, se aglomeraron y con ello se funda Santa Cruz del Zulia, Santa Bárbara sería posterior y quizá más allá Moralito y Urribarrí. En 1873 obtiene autonomía del distrito Perijá, conformándose el nuevo distrito Fraternidad, pasando a llamarse luego distrito Colón en el año 1881.
El municipio sería creado en la segunda mitad del siglo XX, y el pueblo comenzaría a elegir alcaldes a partir de 1989, por ley gubernamental.
El 7 de septiembre de 2015 el presidente venezolano, Nicolás Maduro declara parcialmente un Estado de excepción en el estado fronterizo del Zulia, por la crisis diplomática con Colombia originado por los acontecimientos ocurridos en el Estado Táchira el 21 de agosto del mismo año. Para esa fecha fueron tres los municipios afectados por la acción presidencial. El día 15 del mismo mes el cierre de frontera y la aplicación del estado de excepción se extiende a otros siete municipios de la entidad zuliana, siendo esta entidad municipal uno de los municipios afectados por la medida presidencial.

## Geografía
El municipio se ubica al suroeste del estado en la ubicación geográfica y en la astronómica se ubica a: 09°14’ Latitud Norte 71°41’ Longitud Oeste / 08°31’ Latitud Norte 72°10’ Longitud Oeste. Su superficie es de 3.368 km², con una población de 208.000 habitantes y una densidad de 61.75 habitantes por km² (censo de 2016).
- Superficie: 3.368 km²
- Altura: 10 m s. n. m.
- Pluviometría: 2000 mm

### Límites
El municipio tiene límites por:
- El Norte con: Lago de Maracaibo y Municipio Catatumbo, ambos del estado Zulia.
- El Este con: Municipio Francisco Javier Pulgar, también del estado Zulia.
- El Sur con: Los Estados venezolanos de Táchira y Mérida.
- El Oeste con: Municipio Catatumbo.

### Parroquias
El municipio cuenta con 5 parroquias las cuales son:
- Parroquia Moralito: Ubicado en el sur del municipio con capital la población homónima. La parroquia es la segunda más grande del municipio con más de 950 km². aproximadamente.

- Parroquia capital San Carlos del Zulia: Ubicado en el noroeste del municipio, con capital la población homónima que también es la capital del municipio. La parroquia es la segunda más pequeña del municipio con menos 470 km². aproximadamente.

- Parroquia Santa Cruz del Zulia: Ubicado en el suroeste del municipio, con capital la población homónima. Es la parroquia más grande del municipio con casi 1240 km² aproximadamente.

- Parroquia Santa Bárbara: Ubicado en el noreste del municipio, con capital la población homónima. La parroquia tiene más de 480 km².

- Parroquia Urribarrí: Ubicado en el sureste del municipio, con capital la población homónima. Es la parroquia más pequeña del municipio con casi 400 km² aproximadamente.

### Relieve
El relieve del municipio es relativamente plano, con algunas excepciones en el sur, donde limita con los estados andinos de Táchira y Mérida, y en el extremo norte, donde se encuentra la depresión del Lago de Maracaibo. Es decir, al sur se presenta una especie de falda montañosa; hacia el centro, el terreno se vuelve más llano; y al llegar al extremo norte, la tierra desciende abruptamente en la depresión lacustre del lago.

### Clima
El clima es húmedo y cálido, característico del trópico, con temperaturas medias anuales que oscilan entre los 25 °C y 30 °C. La presencia de ríos y cuerpos de agua contribuye a la humedad en varias zonas del municipio, y las lluvias, que superan los 1000 mm anuales, provocan una sobresaturación hídrica en ciertas áreas.

### Demografía
La población del municipio es de 126 353 habitantes, con una densidad de 61,75 habitantes por km². La mayoría de la población se concentra en San Carlos del Zulia y Santa Bárbara, debido a que estas localidades cuentan con la mejor infraestructura urbana. Aproximadamente el 60 % de los habitantes reside en la zona norte del municipio, mientras que el 40 % restante se ubica en el sur.

## Economía
La economía principal del municipio es la agricultura, destacando el plátano como el más producido del municipio, además, cabe destacar que el municipio es referencia obligatoria porque es un muy importante productor de alimentos para la región y el país. También hay otros campos económicos importantes como el comercio y en menor desarrollo la industria. El principal atractivo turístico sería el Chama, un río importante para la región que baja con aguas blancas andinas hasta el municipio y más allá.
En este Municipio también esta la parte turística de la Parroquia Urribarri por Puerto Concha y su parador turístico, exposición de artesanías y el degustar de la gastronomía Colonesa.

## Transporte

### Vías de comunicación
El municipio tiene carreteras transandinas conectadas con varios puntos del estado Zulia, y algunos de ellos se conectan a San Carlos del Zulia y a Santa Bárbara, hay otras de menor densidad automovilística que están en el sur del municipio que son algunas principales y otras secundarias.
Las poblaciones más importantes que no están en el municipio, pero se ubican cerca son Encontrados del estado Zulia, El Vigía del estado Mérida, Coloncito del estado Táchira, entre otras poblaciones.

## Política y Gobierno

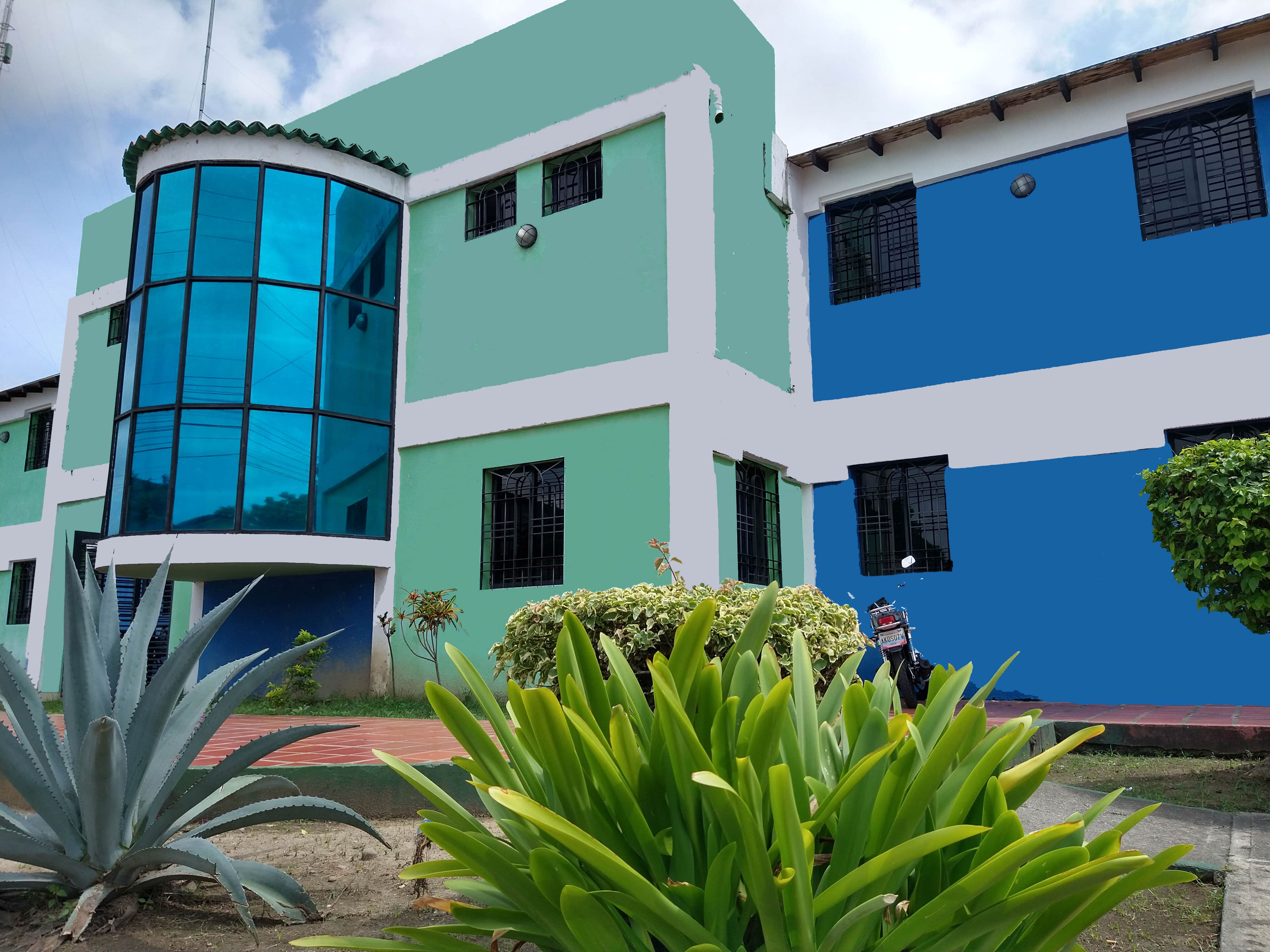
Sede de la Alcaldía del Municipio Colón.

### Alcaldes
| Período     | Alcalde            | Partido político / Alianza | % de votos | Notas |
| ----------- | ------------------ | -------------------------- | ---------- | --- |
| 1989 - 1992 | Abelardo Bracho    | AD                         | 44,96      | Primer alcalde bajo elecciones directas |
| 1992 - 1995 | Abelardo Bracho    | AD                         | 52,58      | Reelecto |
| 1995 - 2000 | Carlos Buttaci     | MAS                        | -          | Segundo alcalde bajo elecciones directas (se realizaron elecciones generales adelantadas en el 2000 debido a la aprobación de la Constitución de 1999) |
| 2000 - 2004 | Carlos Buttaci     | TPC                        | 49,65      | Reelecto |
| 2004 - 2008 | Carlos Buttaci     | TPC                        | 35,08      | Reelecto |
| 2008 - 2013 | Maria Malpica      | PSUV                       | 40,46      | Tercera alcalde bajo elecciones directas (se postergan 1 año las elecciones municipales pautadas para finales del 2012)                                |
| 2013 - 2017 | Maria Malpica      | PSUV                       | 62,62      | Reelecto |
| 2017 - 2021 | Blagdimir Labrador | PSUV                       | 51,60      | Cuarto alcalde bajo elecciones directas |
| 2021 - 2025 | Nervins Sarcos     | UNT/MUD                    | 65,64      | Quinto alcalde bajo elecciones directas |
| 2021 - 2025 | Yasmir Colina      | UNT/MUD                    | -          | Alcaldesa encargada por 90 días tras la detención de Nervins Sarcos                                                                                    |

### Concejo municipal
Período 1989 - 1992
| Concejales:               | Partido político / Alianza |
| ------------------------- | -------------------------- |
| Erwins Rosales            | AD                         |
| Jesús Alcántara           | AD                         |
| Pedro Vera                | AD                         |
| Raul Mill De Pool         | AD                         |
| Benedicta Medrano         | COPEI                      |
| Neiro Finol Gil           | COPEI                      |
| Atilica Prado de Urdaneta | COPEI                      |
| Eduardo Troconis          | COPEI                      |
| Angel Atilio Soto         | MAS                        |

Período 1992 - 1995
| Concejales:               | Partido político / Alianza |
| ------------------------- | -------------------------- |
| Giovanni Suárez           | AD                         |
| Ender García              | AD                         |
| Jesús Alcántara           | AD                         |
| Pedro Vera                | AD                         |
| Raul Mill De Pool         | AD                         |
| Freddy Gómez              | AD                         |
| Atilica Prado de Urdaneta | COPEI                      |
| Tito Díaz                 | COPEI                      |
| Euro Atención             | MAS                        |

Período 1995 - 2000
| Concejales:        | Partido político / Alianza |
| ------------------ | -------------------------- |
| Giovanni Suárez    | AD                         |
| Jesus Alcántara    | AD                         |
| Fernando Contreras | AD                         |
| Adelmo Páez        | AD                         |
| Raul Mill De Pool  | AD                         |
| Aurelio Fernandez  | COPEI                      |
| Eli Barrios        | COPEI                      |
| Antonio Sarcos     | MAS                        |
| Nicolas Arambulo   | MAS                        |

Período 2013 - 2018:
| Concejales          | Partido político / Alianza |
| ------------------- | -------------------------- |
| Egla Angarita       | PSUV                       |
| Jose Pineda         | PSUV                       |
| Edixon Mejias       | PSUV                       |
| Adrián Urdaneta     | PSUV                       |
| Mary Nava           | PSUV                       |
| Heber Zuarce        | PSUV                       |
| Luiner Urdaneta     | PSUV                       |
| Luis Guillén        | PSUV                       |
| Ángel Eduardo Mayor | (Representación Indígena)  |

Período 2018 - 2021
| Concejales          | Partido político / Alianza |
| ------------------- | -------------------------- |
| Egla Angarita       | PSUV                       |
| Jaira Noriega       | PSUV                       |
| Leidy Rincón        | PSUV                       |
| Hernan Hernández    | PSUV                       |
| Adrian Urdaneta     | PSUV                       |
| Misledys Ortigoza   | PSUV                       |
| Kendry Paredes      | PSUV                       |
| Cleida Delgado      | PSUV                       |
| Angel Eduardo Mayor | (Representación Indígena)  |

Período 2021 - 2025
| Concejales:       | Partido político / Alianza |
| ----------------- | -------------------------- |
| Jorge Quintanillo | MUD                        |
| Marisela Parra    | MUD                        |
| Eva de Durán      | MUD                        |
| Elgio Pedreañez   | MUD                        |
| Eleany Canquiz    | MUD                        |
| Deguis García     | MUD                        |
| Jesus Gutiérrez   | MUD                        |
| Kendry Paredes    | PSUV                       |
| Deisy Iguarán     | (Representación indígena)  |